# Карта из Мадабы

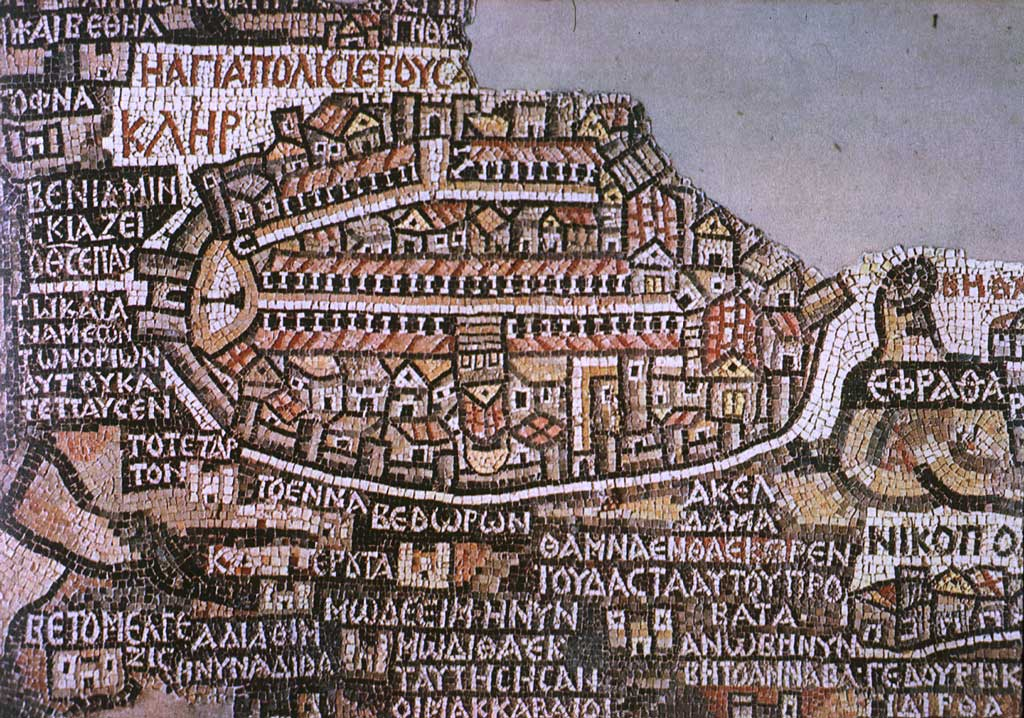
Иерусалим на Мадабской карте

Карта из Мадабы или Мадабская карта — мозаичная карта-панно на полу православной Георгиевской церкви в городе Мадаба (Иордания). Представляет собой самую древнюю карту Святой земли, от Леванта на севере до дельты Нила на юге. 
Созданная византийскими мастерами в VI в. н. э., была заново открыта в 1894 году при строительстве современной церкви на месте более древней, относящейся к правлению династии Юстиниана I Великого. В центре карты — схематичное изображение Иерусалима, на котором выделяются Храм Гроба Господня и многочисленные городские ворота. Несколько в стороне можно разглядеть дельту Нила.

## Галерея

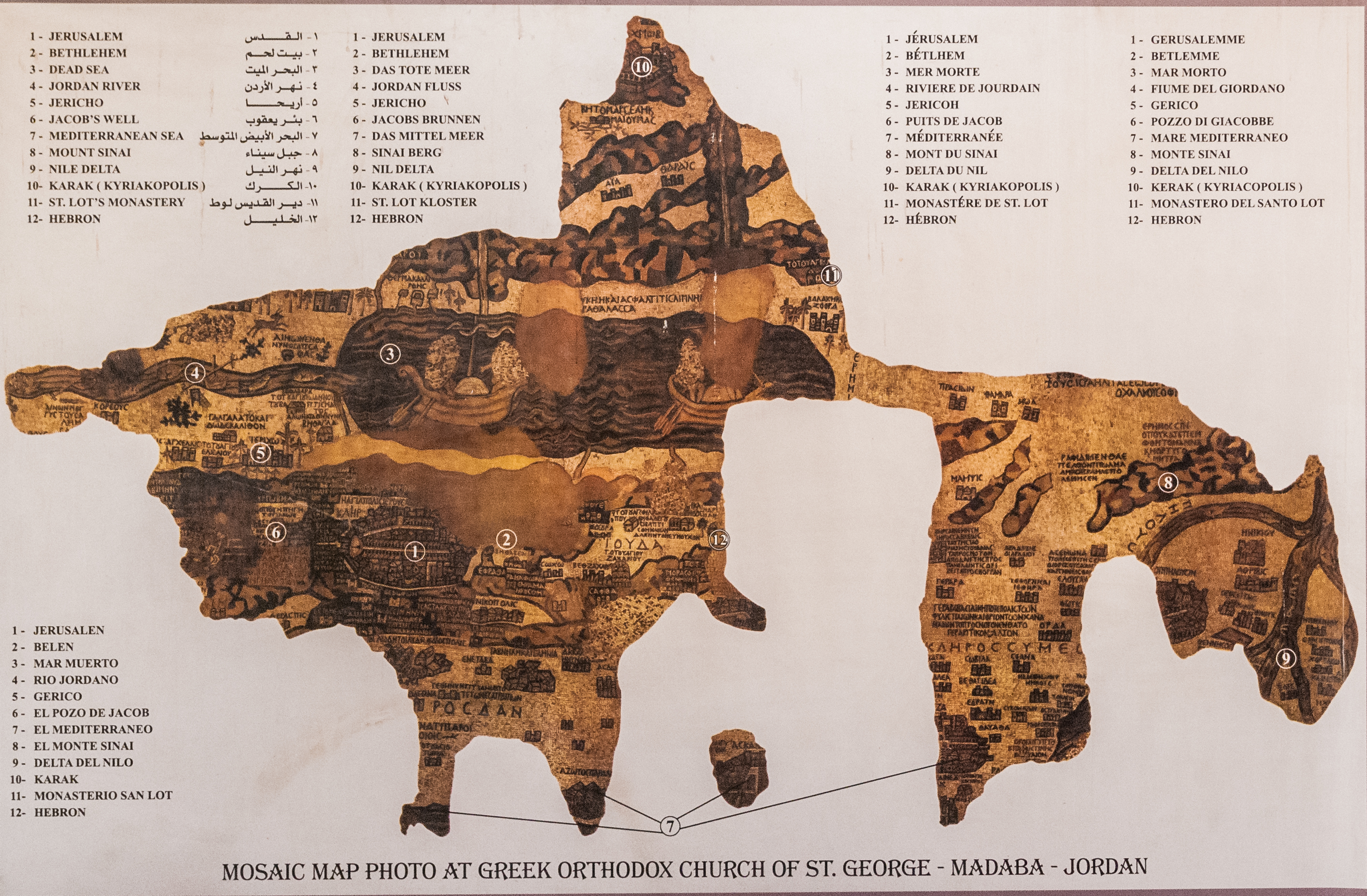
Репродукция
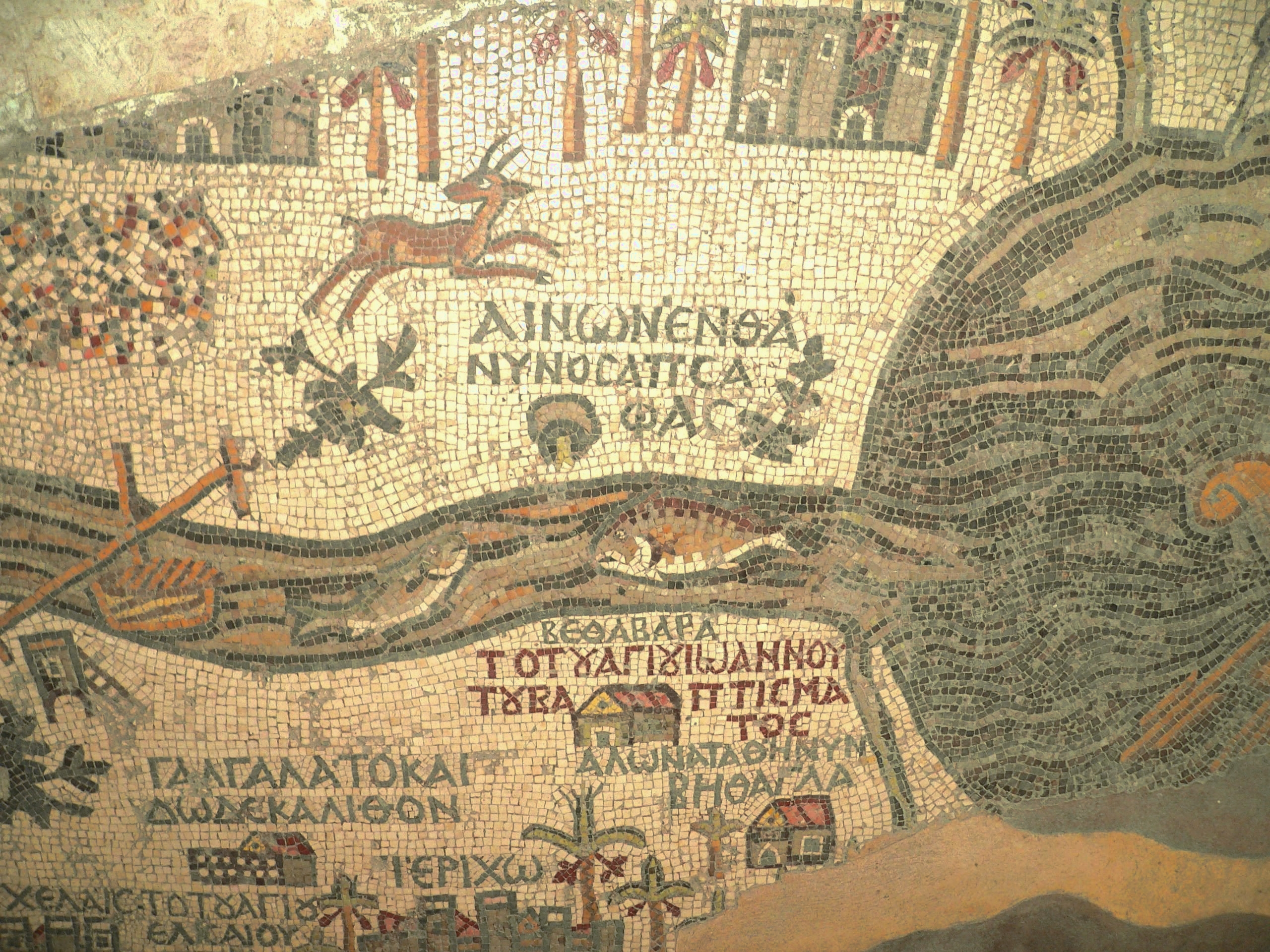
Место крещения Иоанна Крестителя в устье Иордана и (почти уничтожено) лев охотится на газель
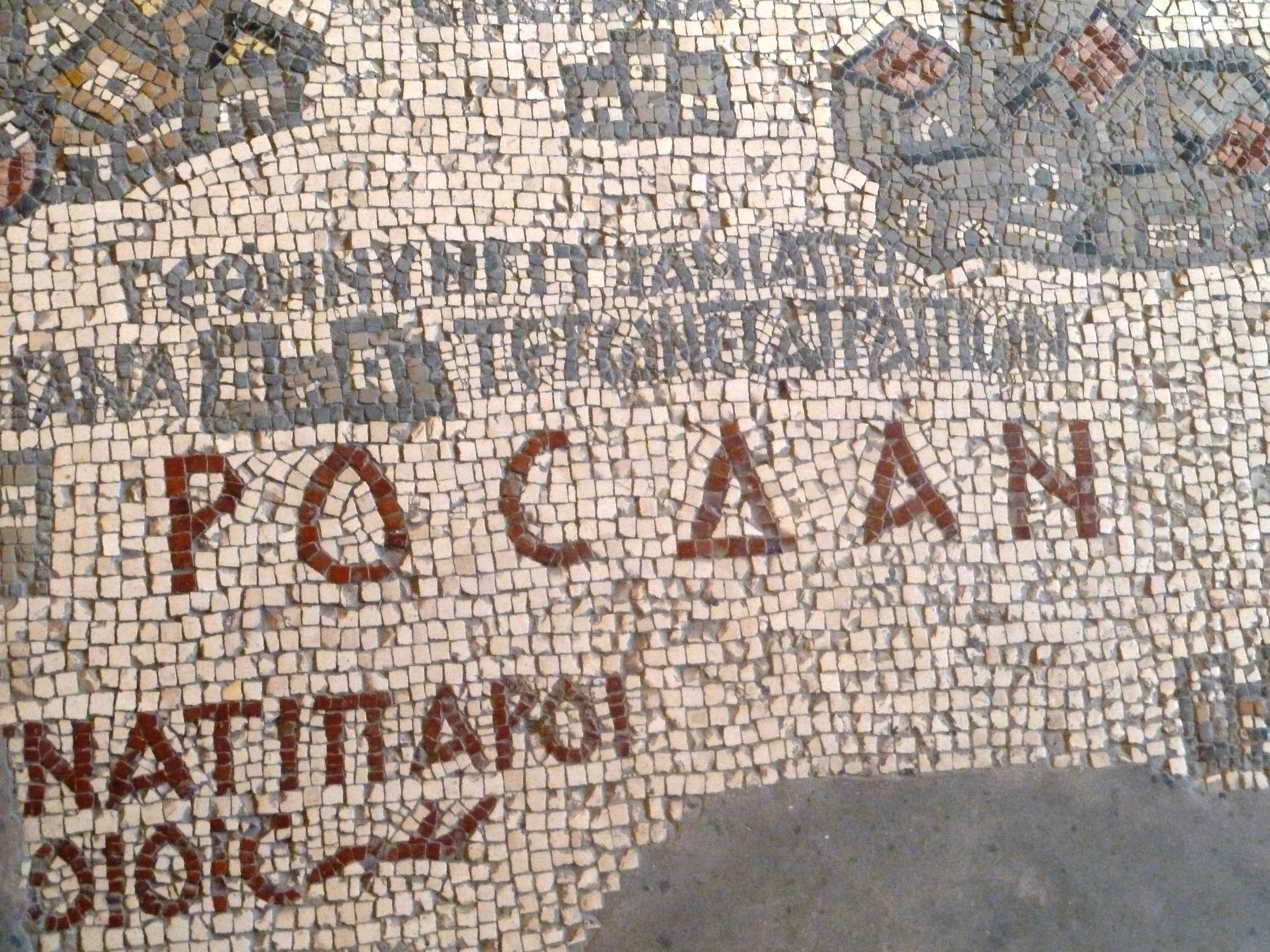
Византийская мозаика
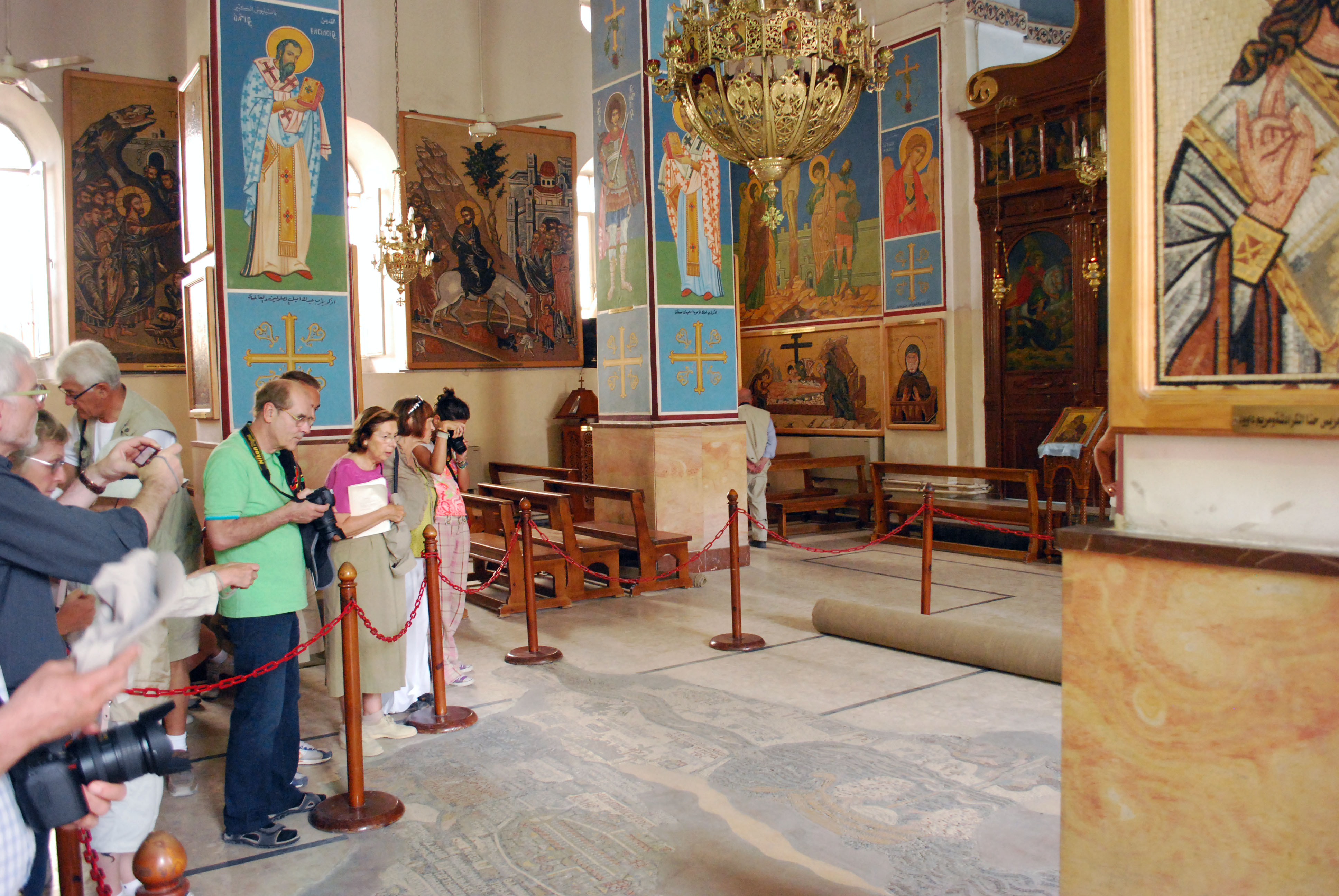
Карта в церкви
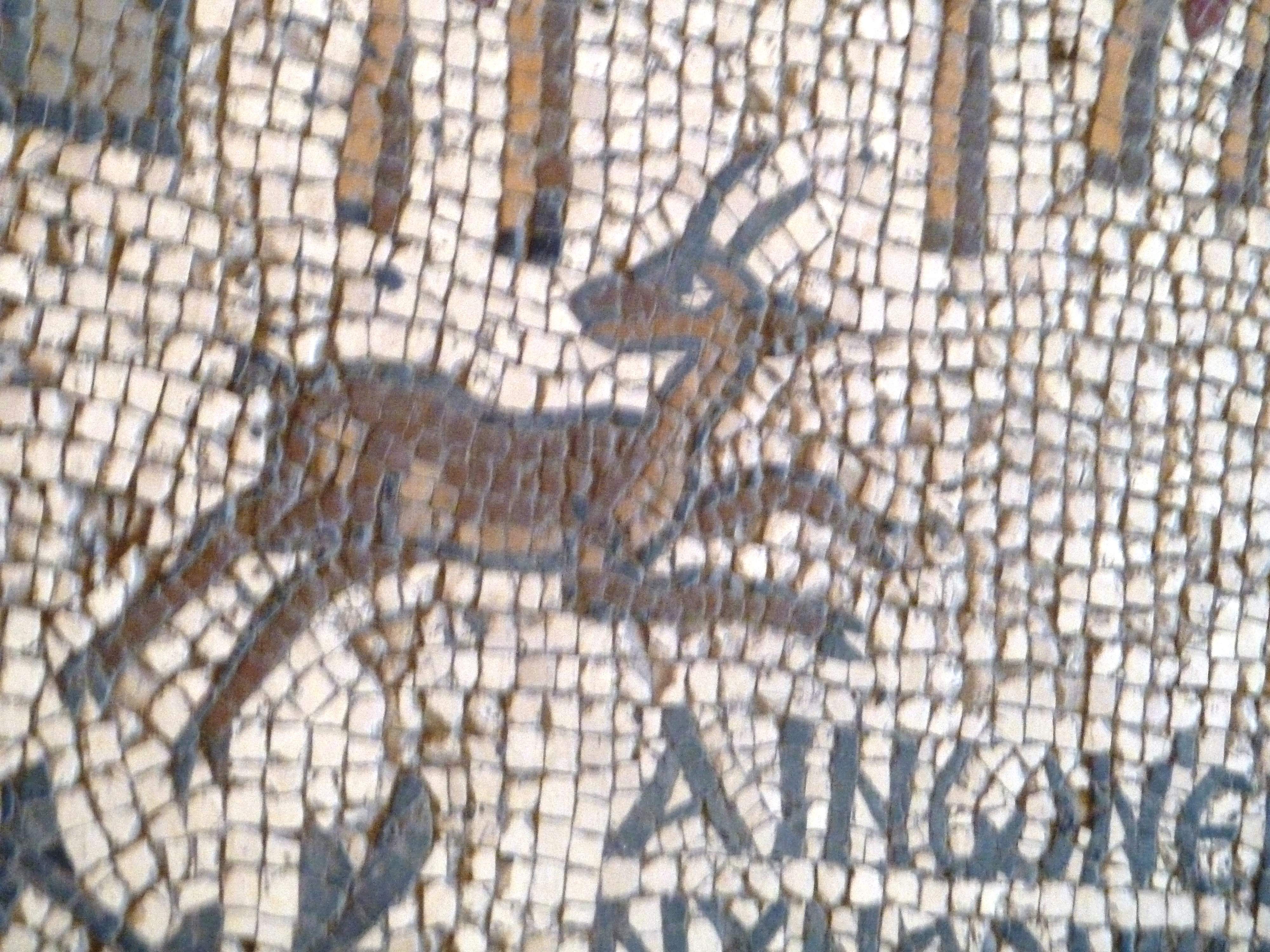
Дикая природа